# Looming 〜確かめたい〜
『Looming〜確かめたい〜』（ルーミング たしかめたい）は、Toshlの2枚目のシングル。1993年5月21日に発売された。

## 解説
Toshi with Night Halks名義でのシングル。青木秀一率いるNight Halksとのコラボレーション。
テレビ朝日系『ビートたけしのTVタックル』のエンディングテーマ曲に起用された。

## 収録曲
作詞：ToshI
1. Looming〜確かめたい〜
作曲・編曲：青木秀一
2. Beyond the time
作曲・編曲：井上鑑